# Droga alucinógena
O alucinógeno, droga psicodélica (ou psicadélica), droga alucinógena ou droga alucinogénica é, literalmente, uma substância capaz de provocar alucinações. A classificação mais consensualmente aceita para tal classe de substâncias psicoativas foi proposta por Jean Delay, que as classifica como dislépticas (modificadoras), em oposição aos analépticas (estimulantes) e lépticas (depressores).  São considerados efeitos específico dessa classe de substâncias alterar os sentidos, a percepção, a concentração, os pensamentos e a consciência.    

Representação em 3D da molécula de LSD

Observe-se, porém, que nem todas as drogas que causam alucinações são consideradas alucinógenos, a exemplo da clássica visão dupla induzida pela intoxicação alcoólica  ou por grandes doses de café tal como recentemente se constatou e foi amplamente divulgado,  além do que, alucinações podem ocorrer sem utilização de substancias psicoativas por mecanismos ainda não completamente conhecidos.  
Na descrição da categoria Psicodislépticos, Goodman & Gilman referem-se a efeitos estimulantes e depressores simultâneos em diferentes sistemas (circuitos) de neurotransmissores ou regiões do cérebro, incluindo os anticonvulsivantes não barbitúricos e relaxantes da musculatura esquelética narcoanalgésicos e analgésicos e antitérmicos psicotogênicos.

## Etimologia
A palavra alucinógeno é derivada da palavra alucinação. O termo alucinar data de cerca de 1595–1605 e é derivado do latim hallūcinātus, o particípio passado de (h)allūcināri, que significa "vagar na mente." Atribui-se à Esquirol , (1772-1840) a primeiradefinição médica precisa do termo alucinação, enquanto experiência de perceber objetos ou eventos que não possuem uma fonte externa, como ouvir o nome de alguém sendo chamado por uma voz que ninguém mais parece ouvir. Uma alucinação se distingue de uma ilusão , que é uma má interpretação de um estímulo real. 

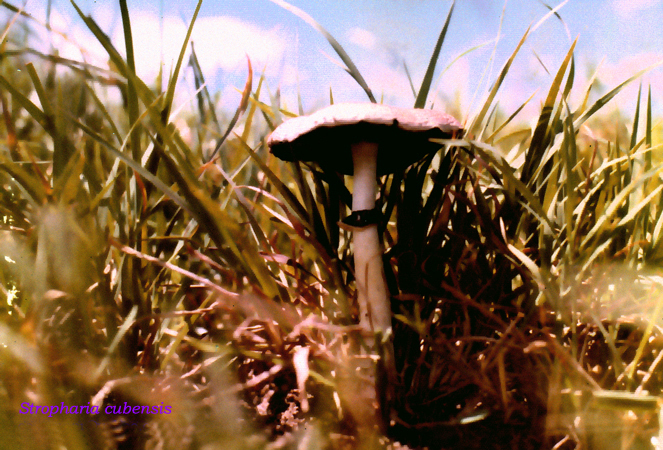
Psilocybe cubensis, um dos alucinógenos utilizados pelos antigos Toltecas

## Plantas & moléculas
O inventário de plantas (e elementos ativos) com propriedades alucinógenas proposto por Hofmann (apud Fontana) inclui:  
- Lophophora williamsii (mescalina), da América do Norte e Central;

- Rivea corymbosa (Ergina), do México e América Central);

- Amanita muscaria (Muscimol, ácido ibotênico), da Europa, Irã e Ásia;

- Psilocybe mexicana (Psilocina, Psilocibina), do México e América do Norte e Central;

- Psilocybe cubensis (Psilocina, Psilocibina), das Américas;

- Peganum harmala (harmina), da Ásia e América do Sul;

- Banisteria caapi (Harmina, Harmalina), da Amazônia: componente da Ayahuasca sul-americana;

- Piptadenia peregrina (Anadenanthera peregrina e Anadenanthera colubrina (Dimetiltriptamina), do Rio Orinoco, na América do Sul.

Esta lista originalmente incluía a Cannabis sativa (haxixe) da Ásia: contudo, existe grande controvérsia sobre tal classificação, assim como também é controversa a inclusão da muscarina – substância derivada do cogumelo Amanita muscaria. 
Quanto à ampliação dessa classificação, nesse grupo deve-se acrescentar um conjunto de outras plantas que contêm a N,N-Dimetiltriptamina, a saber: Psychotria viridis (Chacrona, Chacruna), utilizada em combinação com a B. caapi por diversos grupos indígenas da Amazônia; a Virola calophylla (V. theidora, V. rufula, V. colophylla); o Epena, também da Amazônia; a Jurema (Mimosa hostilis ou M. nigra); do nordeste brasileiro; sapos do gênero Bufos (Bufo alvarius; Bufo marinus ou Cururu) que contenham a bufotenina em suas secreções: a bufotenina corresponde a uma variação molecular da dimetiltriptamina. Observe-se também que alguns autores discordam quanto à identidade da planta que seria o ololiuhqui dos astecas/toltecas, que contém ácido lisérgico: são comuns referências a Rivea coribosa e a Ipomoea violácea (glórias-da-manhã). Essa última também é utilizada em preparados homeopáticos do tipo floral.
O cacto de San Pedro (Echinopsis pachanoi) contém vários alcalóides, incluindo o químico mescalina.
De acordo com a semelhança química, os psicodislépticos têm sido classificados, ainda que provisoriamente, em cinco categorias: indólicos, feniletilaminas, anestésicos dissociativos (especialmente em função de pesquisas com ketamina), anticolinérgicos (especialmente os muscarínicos) e canabinoides já referidos.

## Efeito
As drogas alucinógenas, como referido, são assim chamadas por um de seus possíveis e mais relatados efeitos, que é a propriedade de causar alucinações (falsas percepções) e visões irreais ou oníricas aos seus utilizadores. Outros nomes propostos também estão associados a efeitos atribuídos e relatados, tais como: Psicotomiméticos e Psicotogênicos, por induzir efeitos semelhantes à psicose (mais especificamente as alucinoses e alucinações); Psicodélicos, por sua propriedade de fazer aparecer ou revelar a psique oculta; Enteógeno pelo reconhecimento antropológico de que tal classe de substâncias é frequentemente utilizado nas mais diversas culturas em rituais religiosos.  
Esse último efeito atribuído também decorre da associação dessas substâncias à capacidade de facilitar a concentração ou meditação, também descrita como "expansão da consciência". No conjunto de alterações da consciência detectáveis por medidas do eletroencefalograma (eeg), situa-se na faixa das frequências alfa - ou dos "sonhos lúcidos" entre a vigília plena e o sono.
No plano das interpretações psicológicas ou psicanalíticas, os alucinógenos situam-se entre os fenômenos de modificação das emoções e personalidade, sendo superficialmente descritas como uma relação entre o ego e o mundo exterior/interior, analogamente às interpretações que se dão ao satori zen–budista, efeitos da ioga ou transe das religiões de possessão africanas, gregas, indígenas, entre outras.   

## Mecanismos de ação
A semelhança das substâncias psicodélicas com a Serotonina (5-HT) e Noradrenalina (NA) tem sido a maior pista para explicação do seu efeito. O LSD e a Psilocibina têm, em comum, a semelhança do núcleo indoletilamina da 5-HT. A Mescalina é um derivado da feniletilamina, que, por sua vez, figura na NA. Contudo, por ciclização, isto é, fechamento da cadeia lateral, a mescalina pode gerar um composto semelhante a 5-HT. 
Estudos bioquímicos do composto da B. caapi e P. viridis presentes na bebida dos remanescentes indígenas do império inca (a Ayahuasca, ou Hoasca, como é conhecida no Brasil) apontam uma interação entre os inibidores da monoamina-oxidase I-MAO e o composto indólico. 
Farmacologia do DMT/Efeito ayahuasca
A N,N-Dimetiltriptamina (DMT) foi sintetizada pela primeira vez em 1931 (Manzke), isolada de duas plantas distintas por investigadores independentes, em 1946 (Gonçalves) da Mimosa hostilis e em 1955 (Fish, Jonson and Horning) da Piptadenia peregrina.
O efeito da Jurema, Chacrona e outras plantas pode ser atribuído à presença da N,N-DMT ou N,N-dimethyltryptamine (C12H16N2). 
Estudando rapés epena (paricá) de uso mágico medicinal entre tribos do norte da Amazônia (Tukano, Waika, Araibo, Piaroa e Surara), Holmsted e Lindgren (1967) revelaram a presença de triptaminas (5 Metoxi-N,N, Dimetiltriptamina [5Meo-DMT] e N,N-Dimetiltrptamina [DMT]) e, apenas em uma amostra (o paricá dos Piaroa da região do Orinoco, na Venezuela), encontraram, além do N,N-DMT e do 5-Meo-DMT, a bufoteína 5-OH-DMT, junto com o alcaloide beta-carbolínico harmina. Na época, observaram que essa composição molecular de triptaminas e betacarbolinas atua sinergicamente para o efeito psicoativo: "as betacarbolinas são inibidoras da monoamina-oxidase e podem potencializar a ação de indóis simples." Nessa concepção, não basta a presença do anel indólico para se obter o efeito psicodélico ou psicodisléptico dos rituais xamânicos.

## Situação legal e atitudes
No Canadá, a mescalina é listada como proibida no esquema III da Lei de Drogas e Substâncias Controladas, mas o peiote é especificamente isento e está legalmente disponível.
Em 2008, a maioria dos alucinógenos conhecidos (além do dextrometorfano, difenidramina e dimenidrinato) são ilegais na maioria dos países ocidentais. Nos Estados Unidos, os alucinógenos são classificados como drogas de programação 1. O teste de três etapas para os medicamentos do esquema 1 é o seguinte: o medicamento não tem uso médico atualmente aceito, há falta de segurança para o uso do medicamento sob supervisão médica e a substância tem alto potencial de abuso. Uma exceção notável à tendência atual de criminalização é em partes da Europa Ocidental, especialmente na Holanda, onde a cannabis é considerada uma "droga leve". Anteriormente incluídos estavam os cogumelos alucinógenos, mas desde outubro de 2007 as autoridades holandesas passaram a proibir sua venda após vários incidentes amplamente divulgados envolvendo turistas.  Embora a posse de drogas leves seja tecnicamente ilegal, o governo holandês decidiu que usar a aplicação da lei para combater seu uso é em grande parte um desperdício de recursos. Como resultado, "coffeeshops" públicos na Holanda vendem abertamente cannabis para uso pessoal, e "smart shops" vendem drogas como Salvia divinorum, e até a proibição dos cogumelos psilocibina entrar em vigor, eles ainda estavam disponíveis para compra em smartshops também. 
Apesar de ter sido programado como substância controlada em meados da década de 1980, a popularidade do MDMA tem crescido desde então na Europa Ocidental e nos Estados Unidos.
As atitudes em relação a outros alucinógenos que não a cannabis têm mudado mais lentamente. Várias tentativas de mudar a lei com base na liberdade de religião foram feitas. Alguns deles tiveram sucesso, por exemplo, a Igreja Nativa Americana nos Estados Unidos e o Santo Daime no Brasil. Algumas pessoas argumentam que um ambiente religioso não deveria ser necessário para a legitimidade do uso de drogas alucinógenas e, por isso, também criticam o uso eufemístico do termo "enteógeno". Razões não religiosas para o uso de alucinógenos, incluindo motivos espirituais, introspectivos, psicoterapêuticos, recreativos e até hedonistas, cada um sujeito a algum grau de desaprovação social, foram todos defendidos como o exercício legítimo das liberdades civis e liberdade de pensamento.
Vários especialistas médicos e científicos, incluindo o falecido Albert Hofmann, defendem que as drogas não devem ser proibidas, mas devem ser fortemente regulamentadas e alertar que podem ser perigosas sem supervisão psicológica adequada.

## Psicotomiméticos e serotonina
LSD, Psilocibina e Mescalina variam quanto ao tempo de ação, produzem tolerância e tolerância cruzada e não produzem dependência fisiológica: as duas últimas estão associadas a vômitos como efeito colateral. Esse último efeito pode estar relacionado à alta concentração de 5HT (90% do disponível no organismo) encontrada nas células enterocromafins do trato gastrointestinal ou a uma ainda não bem conhecida interferência nos centros de vômito e postura do bulbo.
Em grandes doses, esse neuro-hormônio é sedativo.  Sua ação depressiva, entretanto, é bloqueada pela clorpromazina  . É antagonizado pelo LSD, o que levou à elaboração de teorias serontoninérgicas sobre a esquizofrenia. Contudo, outros antagonistas da serotonina não são alucinógenos (Himwich, Barron et all in: Himwich o.c.). Observe-se que, posteriormente, foi descoberto, como assinala Cohen (1964), que há substâncias psicodélicas que não têm qualquer antagonismo com a serotonina, a exemplo da psilocibina e psilocina, que são estruturalmente semelhantes à serotonina (Cohem, 1964 o.c. p. 231).
Há pesquisas que diferenciam os efeitos do LSD e Psilocibina nos diversos receptores da 5-HT e estudos com pontes radioligantes e experimentos funcionais apontam para o efeito agonista dessa classe de substâncias sobre a serotonina (receptores 5-HT1a e 5-HT2).
Segundo Graeff, o LSD combina-se também com receptores da Dopamina, reforçando, por sua vez, as hipóteses dopaminérgicas da esquizofrenia, pois diversos agentes antipsicóticos antagonizam competitivamente com a dopamina.
A depressão e os Distúrbios Obsessivos-Compulsivos (DOC) também estão associados aos níveis de serotonina e ambos os quadros psicopatológicos têm sido tratados (farmacologicamente) de modo - nem sempre - eficiente com bloqueadores de recaptação sináptica (fluoxetina) que aumentam a serotonina ativa. O surgimento e a explosão de vendas de novos antidepressivos/antipsicóticos demonstram que há certo fracasso no tratamento de milhares de casos.  
Pesquisas neuroetológicas associam os níveis desse neurotransmissor ao comportamento de liderança e agressividade. As funções da serotonina e seus diversos sítios receptores, portanto, permanecem como o grande enigma para explicação do efeito psicodélico.  
O sucesso da utilização de substâncias alucinógenas na psicoterapia para tratamento de depressão, alcoolismo e outras drogadições tem explorado a compreensão dos sistemas bioquímicos referidos, além dos efeitos psicossociais do contexto (set) de sua utilização ritual.     

## Efeitos colaterais
A utilização destas drogas com fins recreativos sem controle adequado (dose, "set" ou contexto de uso etc,) oferece sérios riscos.  As drogas sintéticas, a exemplo do LSD, Anticolinérgicos e ecstasy (metilenodioximetanfetamina - MDMA) podem, entre outros efeitos adversos, causar a confusão da noção de tempo e de espaço e causar um efeito similar ao sonho e às psicoses ou distúrbios de comportamento.   
Há referências a efeito clastogênico (quebra de cromossomos) em pesquisas de 1975 com LSD in vitro e aumento do número de abortos.  Deve-se ressaltar que esses estudos são isolados e que não há quaisquer estatísticas massivas para comprová-los. Quanto ao uso de plantas, contudo, há o reconhecimento do uso tradicional como parte da comprovação da eficácia e segurança de produtos naturais é possível em algumas legislações internacionais (Ex. Canadá, Comunidade Européia e México) e recomendado pela OMS desde a conferência de Alma Ata em 1978. É considerado como critério válido no Brasil. 
Os estudos antropológicos ou etnofarmacológicos com resultados consistentes sobre a utilização ritual e efeito dessas plantas ainda são controversos, mas de certa forma fundamentam a utilização legal de diferentes plantas ou substancias de forma diferenciada, o peiote (Lophophora williamsii) por exemplo é utilizado legalmente na Igreja Índia Americana nos EUA e considerado uma substância de uso proscrito no Brasil.
Por outro lado, os estudos de psicofarmacologia ainda não produziram resultados definitivos. Os relatos de psicose são escassos e se contrapõe às frequências observadas nas populações que tradicionalmente fazem uso dessas substâncias. Estima-se, para a esquizofrenia, por inquéritos epidemiológicos, uma incidência em torno de 1% em populações urbanas das Américas.